# Jaume Joan Ferrer Sancho
Jaume Joan Ferrer Sancho (Palma, 27 de desembre de 1958) és un metge pneumòleg i escriptor mallorquí. La seva primera obra es titula La llum dels orfes, publicada per Pagès Editors el 15 de novembre de 2007. Es tracta d'un recull de set relats on es presenten diferents personatges els quals tenen en comú l'orfenesa, però cadascun d'ells s'enfrontarà a aquesta situació de manera diversa. La segona obra escrita per l'autor és Falenes publicada per Arola Editors, el 2012. Aquest recull consta de relats breus emotius i intimistes La llum dels orfes fou guardonat amb el premi 7lletres, que atorga cada any el Consell Comarcal de la Segarra, el Centre Municipal de Cultura de Cervera i la Fundació Pedrolo al millor recull de relats escrits en català. El 2014 publicà la novel·la Aians, també amb l'editorial Arola.